# Friedrich Robert von Beringe
Friedrich Robert von Beringe (* 21. September 1865 in Aschersleben; † 5. Juli 1940 in Stettin) war deutscher kaiserlicher Hauptmann und Entdecker der Berggorillas (Gorilla beringei beringei). Er stieß als Erster am 17. Oktober 1902 am Kirunga ya Sabyingo, einer der sechs Virunga-Vulkane in Ruanda, auf die bis dahin unbekannten Gorillas. Heute sind alle ostafrikanischen Gorillas (Gorilla beringei) nach ihm benannt.

## Leben
Friedrich Robert von Beringe wurde am 21. September 1865 in Aschersleben am Nordostrand des Harzes als ältester Sohn des Rittmeisters Karl Robert von Beringe und seiner Ehefrau Mathilde Luise geboren. In der Kleinstadt im heutigen Sachsen-Anhalt, die damals zum Königreich Preußen gehörte, war der Vater als Eskadronchef im Magdeburgischen Husaren-Regiment Nr. 10 stationiert.
Nach väterlichem Vorbild schlug Friedrich Robert von Beringe die Offizierslaufbahn ein. Von 1894 bis 1906 gehörte er dem 1. Leib-Husaren-Regiment Nr. 1 (Totenkopfhusaren) an. Von Beringe war aus dieser Zeit stammend auch Träger des Totenkopfringes und in tiefer Freundschaft mit August Mackensen, dem späteren Feldmarschall von Mackensen, verbunden. Zur Kaiserlichen Schutztruppe für Deutsch-Ostafrika, das die heutigen Staaten Tansania, Ruanda und Burundi umfasste, ging er auf eigenen Wunsch.
Wichtige Station seiner Laufbahn war ein großer Feldzug gegen den Mwami (König) Mwezi IV. Gisabo im Mai 1903: An der Spitze einer Truppe bestehend aus acht Europäern, 115 Askaris, zwei Maschinengewehren und etwa 300 Hilfskriegern griff er Mwezi Gisabo an, dem zweimal die Flucht gelang, bis er schließlich im Juli kapitulierte und sich der deutschen Souveränität unterwarf (so genannter Vertrag von Kiganda).

## Entdeckung der Berggorillas
Am 17. Oktober 1902 starteten Hauptmann von Beringe und Dr. Engeland zusammen mit fünf Askaris und den nötigen Trägern zum Gipfelsturm; dabei führten sie ein Zelt und acht Wasserbehälter mit sich.
In 3100 m Höhe schlugen die beiden Deutschen, nachdem sie den Boden mit gesammeltem Moos möglichst eben bedeckt hatten, ihr Zelt auf. Der Grat war so schmal, dass sie die Zeltpflöcke schon am Abhang befestigen mussten. Die Askaris und Träger suchten in Felshöhlen Schutz, um sich durch Feuer gegen die empfindliche Kälte zu schützen.
Damit war die Szene für die historische Begegnung bereitet, die von Beringe im Deutschen Kolonialblatt mit folgenden Worten schildert: „Von unserem Lager aus erblickten wir eine Herde schwarzer, großer Affen, welche versuchten, den höchsten Gipfel des Vulkans zu erklettern. Von diesen Affen gelang es uns, zwei große Tiere zur Strecke zu liefern, welche mit großem Gepolter in eine nach Nordosten sich öffnende Kraterschlucht abstürzten. Nach fünfstündiger, anstrengender Arbeit gelang es uns, ein Tier angeseilt heraufzuholen.“
Es handelte sich um einen männlichen, großen, menschenähnlichen Affen mit einer Körperlänge von 1,5 m und einem Gewicht von mehr als 200 Pfund. Er hatte keine Brustbehaarung, aber riesige Hände und Füße. „Es war mir leider nicht möglich, die Gattung des Affen zu bestimmen“, bedauerte der Hauptmann. Denn wegen der Größe des Tieres konnte es nach seiner Ansicht kein Schimpanse sein, und das Vorkommen von – aus dem Flachland bekannten – Gorillas im Gebiet um die ostafrikanischen Seen war bis dahin „nicht festgestellt worden“.
Robert von Beringe beschloss deshalb, seinen Fund zur Untersuchung an das Zoologische Museum in Berlin zu schicken. Zwar wurden die Haut und eine Hand des Affen auf der Rückreise nach Usumbura von einer Hyäne gefressen. Doch anhand des Schädel und eines Teils des Skelettes, die unversehrt in Berlin ankamen, klassifizierte der am Museum tätige Professor Paul Matschie (1861–1926) das Tier als neue Gorilla-Art, die er nach ihrem Entdecker Gorilla beringei nannte.
1906 kehrte Hauptmann von Beringe nach Deutschland zurück. Bis zum Anfang des Zweiten Weltkrieges lebte er mit seiner Familie in Dresden. Am 5. Juli 1940 starb der seit Jahren schwer an Diabetes Erkrankte in Stettin. An ihn erinnert eine Gedenktafel am Eingang zum 400 Quadratkilometer großen Virunga-Nationalpark.